# Osmoxylon
- Commons
- Wikispecies

Osmoxylon é um género botânico pertencente à família Araliaceae.
1. ↑  «Osmoxylon — World Flora Online». www.worldfloraonline.org. Consultado em 19 de agosto de 2020